# Permisul de conducere
Permisul de conducere (titlul original: în franceză Le permis de conduire) este un film de comedie franco-italian, realizat în 1974 de regizorul Jean Girault, protagoniști fiind actorii Louis Velle, Pascale Roberts, Jacques Jouanneau și Sébastien Floche.

## Rezumat
Michel Martenot lucrează la o bancă, este căsătorit, bun familist și dedicat copiilor. Abilitățile sale profesionale au fost apreciate de șeful său și a fost promovat, devenind director adjunct al unei agenții din centrul Parisului. Din păcate, lipsa permisului de conducere, spre rușina cumnatului său Bastien care e mecanic,  înseamnă că va trebui să piardă o mulțime de timp obositor pentru naveta cu bicicleta și transportul public. 
Se mută apoi la Paris pentru a lua lecții de șofat în timpul săptămânii, dar nu a îndrăznit să spună familiei că a picat examenul. O recentă cucerire pariziană îi procură un permis de conducere fals, dar aceasta nu îi sporește dexteritatea la condus. În plus, evenimentele neprevăzute îi complică viața. Obligat să ducă în grabă o femeie însărcinată la clinică, este văzut de cumnatul său. El își exprimă îndoielile cu privire la loialitatea lui Martenot față de sora lui care imediat îi trimite o telegramă pentru a-l anunța cererea divorțul. Dar Martenot, devenit prin presa locală eroul zilei, în virtutea dăruirii sale profesionale, își vede steaua strălucind pe firmamentul băncii. În sfârșit va trece examenul pentru permis și totul va reveni la normal.

## Distribuție
- Louis Velle – Michel Martenot
- Pascale Roberts – Geneviève Martenot
- Jacques Jouanneau – Bastien, cumnatul lui Michel
- Sébastien Floche – Rampal, mecanic și concurent al lui Bastien
- Sandra Julien – Nathalie, amanta lui Michel
- Maurice Biraud – primul monitor
- Jacques Legras – inspectorul de permise
- Robert Castel – agentul de poliție
- Paul Préboist – Monsieur Duval, șeful de gară
- Pierre Tornade – directorul băncii
- Bernard Lavalette – președintele băncii
- Daniel Prévost – al doilea monitor
- Chantal Nobel – Nadiège, recepționerul băncii
- Claude Chabrol – recepționerul hotelului
- Odile Astié – femeia însărcinată
- Louis Navarre – trecătorul laconic
- Patrizia Pierangeli – Agathe, secretara școlii de șoferi
- Jean Valmence – mâna dreaptă a președintelui băncii
- George Eastman
- Jack Ary – Jeannot, mecanicul
- Michel Bertay
- Alain Darbon – comisarul de poliție